# 春原愛良
春原 愛良（すのはら あいら、1997年12月27日 - ）は、日本の女優。長野県上高井郡小布施町出身。

## 経歴
2017年、映画『あみこ』で初主演デビュー。PFFアワード2017、観客賞を受賞し、第68回ベルリン映画祭・フォーラム部門に出品された。以後、映画・ミュージックビデオに出演。

## 人物
特技はスキー、バドミントン。趣味は刺繍。

## 出演

### ドラマ
- あのコの夢を見たんです。 第1話（2020年10月3日、テレビ東京）
- 僕の姉ちゃん（2021年9月24日、Amazon Prime Video/2022年7月28日 - 9月29日、テレビ東京）

### 映画
- グリーングリーン（2017年）
- 線香花火（2017年）
- メロンゼリーのような湖（2017年）
- あみこ（2017年） - 主演・あみこ 役[2]
- 囚われ少女（2019年） - 主演 ※大学連携による映画人育成のための上映会「S.T.E.P」で上映
- 街の上で（2021年）

### 舞台
- 氷裏（2017年、下北沢HalfMoonHall）
- わたしたちはできない、をする。（2020年、神奈川県立青少年センタースタジオHIKARI）[3]
- ワクチンの夜(仮)（2021年12月3日-12月12日、三鷹市芸術文化センター 星のホール）

### ミュージックビデオ
- 松井文「いつになったら」（2017年）

### CM
- 食べログ「食べログる彼女（友達）」篇（2018年）
- ドクターリセラ アクアヴィーナス「編集室にて」篇（2020年）[4]
- 大塚製薬 ポカリスエット「ポカリ、あげなきゃ。-路上ライブ-」篇